# 火山筒

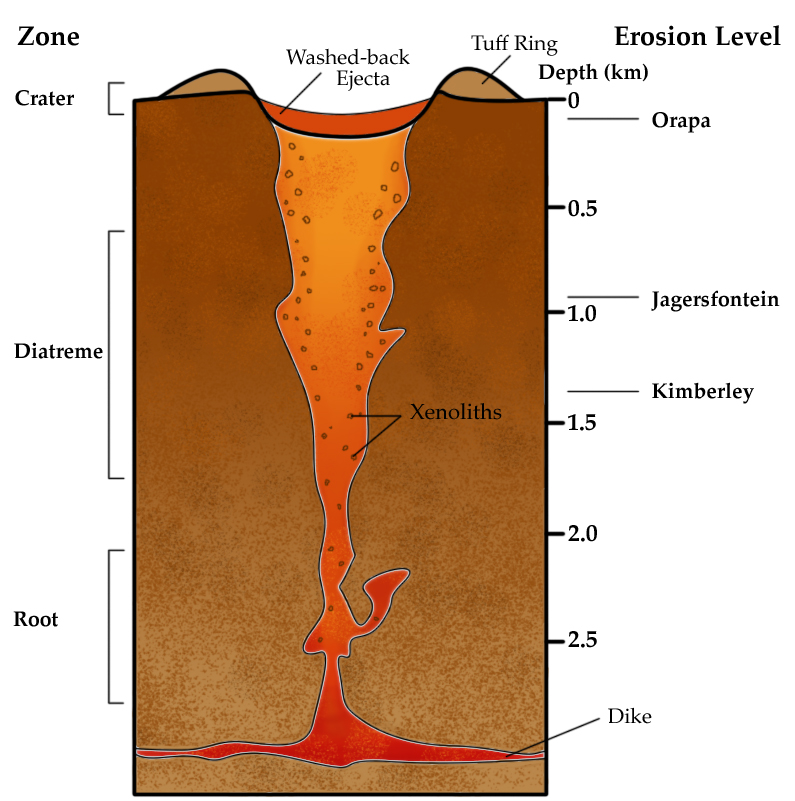
火山筒

火山筒（英語：Volcanic pipe），是由深層火山因超音速爆發所形成的地下地質構造。火山筒被認為是一種火山道，由凝固岩漿形成的深而窄的錐體（外型為胡蘿蔔形），通常由兩種特色的岩石所組成的——金伯利岩或鉀鎂煌斑岩。 
這些岩石反映了火山深部岩漿源的組成，那里是地球上鎂含量相對較高的地方。它們是眾所周知的鑽石的主要來源，常為此被開採。

## 構造
火山筒的形成為深層原始火山爆發的結果。被推向表面的岩漿中鎂和揮發性化合物如水與二氧化碳的含量較多。這些火山的起源深度比其他火山至少多三倍，而隨著岩漿向表面上升，壓力慢慢減少，漸漸轉化為氣態而揮發。這種突然的膨脹使得岩漿迅速向上推動，造成火山筒的淺層超音速噴發。這個過程中，有一個很好的比方，就像是一瓶香檳酒的開瓶。

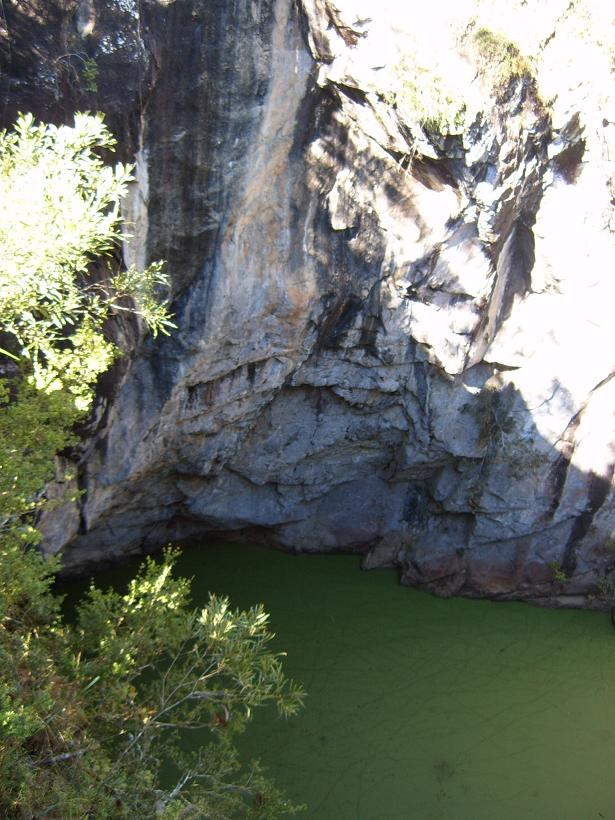
澳大利亞昆士蘭海匹帕米山國家公園的火山口，大約100 m寬。

### 金伯利亞岩筒
在金伯利岩裡，岩漿將上面的物質直接噴發在岩漿柱上，而且並不像典型的火山那樣形成很大的高柱；而取而代之的是，在岩漿地下柱下方的凹陷周圍形成了凝灰岩環的低氣泡。隨著時間的推移，凝灰岩環可能會侵蝕到管中，通過填充沖洗出的噴出物，來平滑凹陷的金伯利岩。金伯利岩是世界大部分鑽石產地，並且還包含其他珍貴寶石和半寶石，如石榴石、尖晶石和橄欖石。

### 鉀鎂煌班岩筒
鉀鎂煌班岩被認為與金柏利岩相似，除了岩漿中富含的沸水和揮發性化合物對上覆岩石具有腐蝕性之外，氣體將岩漿向上推，導致更廣泛的內部岩層（這種岩石的噴射也會形成凝灰岩環，如金伯利岩爆發）被火山灰和物料填充這個寬錐體，最後所形成的就是火山岩中表面大致平坦的馬提尼玻璃形沉積物（固化岩漿和噴射物）。